# Keratitis
Eine Keratitis (von griechisch keratos „Hornhaut“) ist eine Entzündung der Hornhaut des Auges und kann durch unterschiedlichste Ursachen ausgelöst werden. Fortgeleitet im Rahmen einer Bindehautentzündung (Konjunktivitis) kann sie sich zu einer Keratoconjunktivitis entwickeln. Eine kombinierte Entzündung des Tränensackes (Dakryozystitis) ist ebenfalls möglich. Insofern kann eine Keratitis zahlreiche verschiedene Krankheitsbilder umfassen.

## Symptome
Das klinische Bild einer Keratitis kann Gefäßeinsprossungen (ziliare Injektionen), Chemosen, Infiltrate und Trübungen sowie Gefäßneubildung (Vaskularisation) und Geschwüre (Hornhautulcus) aufweisen. Nicht selten wird sie von einer Regenbogenhautentzündung (Iritis) begleitet. Im Gegensatz zur Konjunktivitis geht eine Keratitis nicht mit einer merklich erhöhten Sekretion einher.
Subjektive Beschwerden äußern sich unter anderem in starken Schmerzen, Augenrötung mit Fremdkörpergefühl, Lichtscheu (Photophobie) und Verschlechterung der Sehschärfe. Reizzustand und Schmerzen entstehen durch die sensible Versorgung der Hornhaut durch den Nervus nasociliaris.

## Ursachen und Formen
Die Ätiologie einer Keratitis ist vielfältig. Mögliche Ursachen sind:
- chemisch: Säuren oder Laugen
- physikalisch: UV-Strahlung beim Sonnenbaden oder Lichtbogenschweißen, häufig mit begleitender Konjunktivitis
- mechanisch: Fremdkörper, eingebracht in die Konjunktivalfalte, Lagophthalmus
- genetisch: KID-Syndrom
- biologisch: Bakterien (Staphylococcus aureus, Pseudomonas aeruginosa, Streptococcus pneumoniae, Listeria monocytogenes); Pilze (Candida spp., Aspergillus spp. vor allem nach Antibiotika-Therapie, oder Glukokortikoid-Augentropfen, Fusarium spp. im Zusammenhang mit Kontaktlinsennutzung[1]); Viren (z. B. Keratitis disciformis durch Herpesviren), Amöben (Akanthamöben und Vermamöben[2])
- neurologisch: Neurotrophe Keratopathie durch Schädigung des Nervus trigeminus
- angeboren: Autosomal-dominante Keratitis

Eine weitere, hoch infektiöse Form stellt die Keratitis epidemica dar. Ausgelöst durch einen Adenovirus, ist sie extrem ansteckend und als solches meldepflichtig.

## Therapie
Bei einer Keratitis sollte prinzipiell immer ein Augenarzt hinzugezogen werden. Grundsätzliche Therapiemaßnahmen richten sich nach der jeweiligen Ursache. Eine Mitbehandlung einer ggf. begleitenden Iritis sollte ebenfalls erfolgen. Je nachdem, ob eine Infektion durch Bakterien, Pilze oder Parasiten (zum Beispiel Acanthamoeba) ursächlich ist, erfolgt die antimikrobielle Therapie.